# دانشگاه ملی کاستاریکا
دانشگاه ملی کاستاریکا (به لاتین: National University of Costa Rica) یک دانشگاه در کاستاریکا است که در هردیا (کاستاریکا) واقع شده‌است.

## رنکینگ
براساس نظامِ رتبه‌بندی QS در سال 2022 ، این دانشگاه در رتبه 1200-1001 دانشگاه برتر دنیا قرار دارد و سومین دانشگاه برتر کاستاریکا می‌باشد.